# أوكلاند أثلاتكس
فريق أوكلاند أثلاتكس (بالإنجليزية: Oakland Athletics)‏ وهو فريق كرة قاعدة محترف أمريكي مقره في مدينة أوكلاند في ولاية كاليفورنيا. وينافس في دوري كرة القاعدة الرئيسي (م ل ب) في القسم الغربي من الدوري الأمريكي. ويلعب الفريق المباريات على أرضه في ملعب أوكلاند كولوسيوم. ويحمل الفريق في سجله على تسع بطولات من بطولة العالم.
تأسس الفريق في فيلادلفيا عام 1901 باسم فيلادلفيا أثلاتكس. وفاز بثلاث بطولات من بطولة العالم خلال الفترة من عام 1910 إلى عام 1913 وألقاب متتالية في عامي 1929 و 1930. كان مالك الفريق ومديره في أول 50 عامًا هو كوني ماك واللاعبون على لوحة الشرف امثال تشيف بندر وجون ف. بيكر وجيمي فوكسكس وليفتي جروف. غادر الفريق من فيلادلفيا وإنتقل إلى كانساس سيتي في عام 1955 تحت اسم كانساس سيتي أثلاتكس قبل الانتقال إلى أوكلاند في عام 1968. وحقق الفريق ثلاث بطولات عالمية متتالية بين عامي 1972 و 1974 ، بقيادة لاعبين من بينهم فيدا بلو، جيمس هانتر (كاتفيش هانتر)، ريغي جاكسون، المخلص رولي فينغرز تحت إدارة مالكه تشارلي فينلي. وبعد انتقال ملكية الفريق وبيعه من قبل فينلي إلى والتر هاس. فاز الفريق ببطولة العالم لعام 1989.